# A mulher de longe
A mulher de longe é um filme de longa-metragem inacabado do jornalista, dramaturgo, romancista, e poeta brasileiro Lúcio Cardoso. O escritor veio a falecer antes da conclusão deste filme, que seria a sua estreia como cineasta. 

## Homenagem póstuma
Há outro longa-metragem, documental de mesmo nome, realizado em homenagem ao centenário do nascimento de Lúcio Cardoso e dirigido pelo cineasta Luiz Carlos Lacerda Este segundo filme foi projetado no auditório Brasílio Itiberê da Secretaria da Cultura, em Curitiba, Paraná em 2012 e na Mostra de Cinema de Ouro Preto do mesmo ano. Imagens de arquivo foram recuperadas na Cinemateca Brasileira e, embora a mulher que dá nome ao filme não estivesse claramente identificada, foi possível, através de diários de filmagem do escritor, encontrar elementos para se contar a história deste filme inacabado, diário que estava sob os cuidados da Fundação Casa de Rui Barbosa. Na avaliação do cineasta, há takes de Lúcio Cardoso que fazem lembrar a cinematografia de Serguei Eisenstein e Pier Paolo Pasolini, dois grandes nomes do cinema mundial.